# Scarabaeinae
Sous-famille
Les Scarabaeinae sont une sous-famille d'insectes de l'ordre des coléoptères et de la famille des Scarabaeidae. Ils sont généralement appelés bousiers.

## Taxonomie
Liste des tribus, sous-tribus et genres :
- Tribu Ateuchini Perty, 1830
  - Sous-tribu Ateuchina Perty, 1830
  - Sous-tribu Scatimina Vaz-de-Mello, 2008
- Tribu Coprini Leach, 1815

Copris Geoffroy, 1762
Heliocopris Hope, 1837
- Tribu Deltochilini Lacordaire, 1856
- Tribu Eucraniini Burmeister, 1873
- Tribu Gymnopleurini Lacordaire, 1856
- Tribu Oniticellini Kolbe, 1905[2]
  - Sous-tribu Drepanocerina van Lansberge, 1875 (12 genres, 53 espèces + 1 éteinte)[2]

Afrodrepanus Krikken, 2009 (2 espèces)
Clypeodrepanus Krikken, 2009 (3 espèces)
Cyptochirus Lesne, 1900 (4 espèces)
Drepanocerus Kirby, 1828 (5 espèces)
Drepanoplatynus Boucomont, 1921 (1 espèce)
Eodrepanus Barbero, Palestrini & Roggero, 2009 (9 espèces)
Epidrepanus Roggero, Barbero & Palestrini, 2015 (3 espèces)
Ixodina Roth, 1851 (5 espèces)
Paraixodina Roggero, Barbero & Palestrini, 2015 (3 espèces)
Latodrepanus Krikken, 2009 (3 espèces)
Sinodrepanus Simonis, 1985 (8 espèces)
Tibiodrepanus Krikken, 2009 (7 espèces)
- Sous-tribu Eurysternina Vulcano, Martínez & Pereira, 1961,
- Sous-tribu Helictopleurina Janssens, 1946 (2 genres, env. 81 espèces)

Helictopleurus d’Orbigny, 1915 (62 espèces)
Heterosyphus Paulian, 1975 (1 espèce)
- Sous-tribu Oniticellina Kolbe, 1905 (12 genres, 75 espèces)

Anoplodrepanus Simonis, 1981 (2 espèces)
Attavicinus Philips & Bell, 2008 (1 espèce)
Euoniticellus Janssens, 1953 (19 espèces)
Liatongus Reitter, 1893 (45 espèces)
Nitiocellus Branco, 2010 (2 espèces)
Oniticellus Serville, 1828 (10 espèces)
Paroniticellus Balthasar, 1963 (1 espèce)
Scaptocnemis Péringuey, 1901 (1 espèce)
Scaptodera Hope, 1837 (1 espèce)
Tiniocellus Péringuey, 1901 (6 espèces)
Tragiscus Klug, 1855 (1 espèce)
Yvescambefortius Ochi & Kon, 1996 (1 espèce)
- Tribu Onitini Laporte, 1840

Bubas Mulsant, 1842
Cheironitis Lansberge, 1875
Onitis Fabricius, 1798
- Tribu Onthophagini Burmeister, 1846 (36 genres, env. 2500 espèces)[2]
  - Sous-tribu Alloscelina Janssens, 1949 (3 genres,  43 espèces)[2]

Alloscelus Boucomont, 1923 (4 espèces)
Haroldius Boucomont, 1914 (38 espèces)
Megaponerophilus Janssens, 1949 (1 espèce)
- Sous-tribu indéterminée

Amietina Cambefort, 1981 (4 espèces)
Anoctus Sharp, 1875 (5 espèces)
Caccobius Thompson, 1859 (89 espèces)
Cambefortius Branco, 1989 (8 espèces)
Cassolus Sharp, 1875 (9 espèces)
Cleptocaccobius Cambefort, 1984 (24 espèces)
Cyobius Sharp, 1875 (5 espèces)
Diastellopalpus Van Lansberge, 1886 (33 espèces)
Digitonthophagus Balthasar, 1959 (2 espèces)
Disphysema Harold, 1873 (1 espèce)
Dorbignyolus Branco, 1989 (1 espèce)
Euonthophagus Balthasar, 1959 (26 espèces)
Eusaproecius Branco, 1989 (7 espèces)
Heteroclitopus Péringuey, 1901 (10 espèces)
Hyalonthophagus Palestrini, 1989 (9 espèces)
Krikkenius Branco, 1989 (1 espèce)
Milichus Péringuey, 1901 (16 espèces)
Mimonthophagus Balthasar, 1963 (8 espèces)
Neosaproecius Branco, 1989 (2 espèces)
Onthophagus Latreille, 1802 (2000 à 2500 espèces)
Phalops Erichson, 1847 (38 espèces)
Pinacopodius Branco, 1989 (2 espèces)
Pinacotarsus Harold, 1875 (2 espèces)
Proagoderus Van Lansberge, 1883 (73 espèces)
Pseudosaproecius Balthasar, 1941 (12 espèces)
Stiptocnemis Branco, 1989 (2 espèces)
Stiptopodius Harold, 1871 (11 espèces)
Stiptotarsus Branco, 1989 (3 espèces)
Strandius Balthasar, 1935 (env. 17 espèces)
Sukelus Branco, 1992 (1 espèce)
Tomogonus d’Orbigny, 1904 (11 espèces)
Unidentis Josso & Prévost, 2012 (1 espèce)
Walterantus Cambefort, 1977 (1 espèce)
- Tribu Phanaeini Hope, 1838
- Tribu Scarabaeini Latreille, 1802

Gymnopleurus Illiger, 1803
Scarabaeus Linnaeus, 1758
- Tribu Sisyphini Mulsant, 1842

Sisyphus Latreille, 1807
Autre tribu
- Tribu Canthonini[Note 2]